# Nimustine
Nimustine (INN) là một tác nhân kiềm hóa nitrosourea.